# Liste du patrimoine mondial en Amérique
Cet article recense les sites inscrits au patrimoine mondial par l'UNESCO en Amérique.

## Généralités
Chaque année, le Comité du patrimoine mondial de l'UNESCO peut inscrire des sites sur la liste du patrimoine mondial. La sélection est basée sur dix critères : six pour le patrimoine culturel (i–vi) et quatre pour le patrimoine naturel (vii–x) Certains sites, désignés comme « mixtes », représentent à la fois un patrimoine culturel et naturel. Les États peuvent également réaliser une inscription sur la liste indicative. Cette liste regroupe les éléments pour lesquels l'État partie a déposé un dossier de candidature à l'UNESCO, avant son acceptation. Elle constitue donc une sorte d'antichambre de la liste du patrimoine mondial.

### Les cinq régions UNESCO
A l'instar d'autres organisations internationales, l'UNESCO a organisé différentes formes de régionalisme pour la décentralisation de ses activités. Cinq régions ont été définies lors de la 42e séance de la conférence générale le 21 novembre 1974 : l'Afrique, les Etats arabes, l'Asie et Pacifique, l'Europe et Amérique du Nord et l'Amérique latine et Caraïbes.
La définition de ces cinq régions résulte du croisement de trois critères qui, pris individuellement, ont été jugés insuffisants :
- « l'intérêt et l'aptitude » que les États membres « ont à contribuer aux activités de la région et, partant, à faciliter l'exécution des tâches de l'organisation »
- « la situation géographique », c'est-à-dire le continentalisme
- « leurs traditions historiques ou culturelles ou sociales ».

A l'appréciation d'ensemble de ces trois critères s'ajoute une condition : « un large assentiment des Etats membres de la région ». 

#### La région Amérique latine et Caraïbes
Du point de vue géographique, l'UNESCO découpe les sites d'Amérique en deux zones : « Europe et Amérique du Nord » et « Amérique latine et Caraïbes » ; les regroupements suivent globalement les divisions statistiques des Nations unies.
L'UNESCO ne prend en considération que les États parties de la Convention pour la protection du patrimoine mondial, culturel et naturel. En Amérique, tous les pays l'ont intégré. Antigua-et-Barbuda, les Bahamas, la Grenade, le Guyana, la Jamaïque, Saint-Vincent-et-les-Grenadines et Trinité-et-Tobago n'ont de sites inscrits que sur la liste indicative.

## Sites transfrontaliers
Plusieurs sites, transfrontaliers, sont communs à plusieurs pays.

## Patrimoine en péril
Le Comité du patrimoine mondial peut spécifier qu'un site est en péril s'il existe des « conditions menaçant les caractéristiques mêmes qui ont permis l'inscription d'un bien sur la liste du patrimoine mondial ».

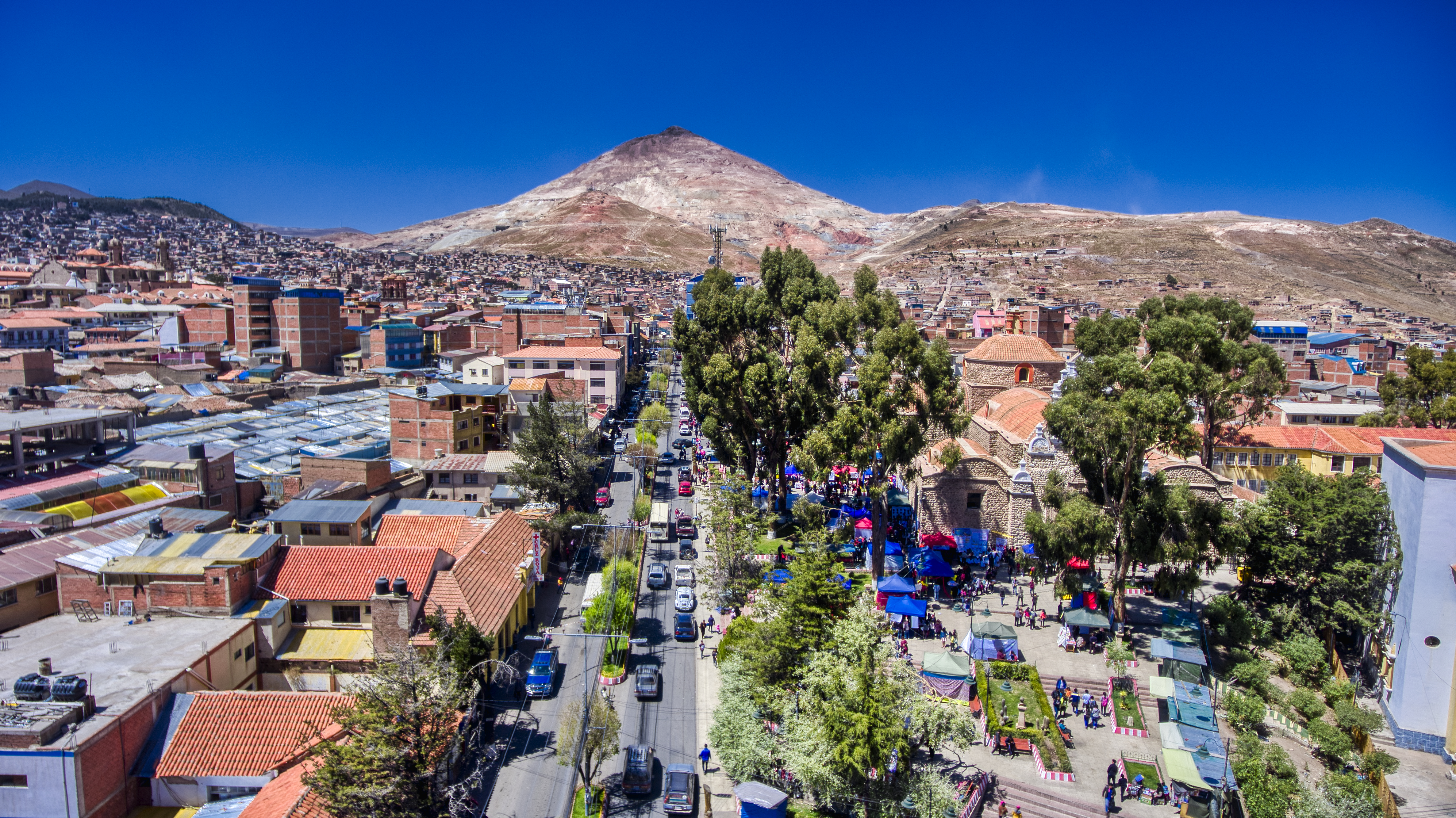
Ville de Potosi, Bolivie

En Amérique, en 2016, les huit sites suivants sont considérés comme en péril :
- 1993–2007, 2010 : parc national des Everglades (États-Unis)
- 1996–2007, 2011 : réserve de la biosphère Río Plátano (Honduras)
- 2005 : usines de salpêtre de Humberstone et de Santa Laura (Chili)
- 2005 : Coro et son port (Venezuela)
- 2009 : réseau de réserves du récif de la barrière (Belize)
- 2012 : fortifications de la côte caraïbe du Panama : Portobelo, San Lorenzo (Panama)
- 2014 : ville de Potosí (Bolivie)

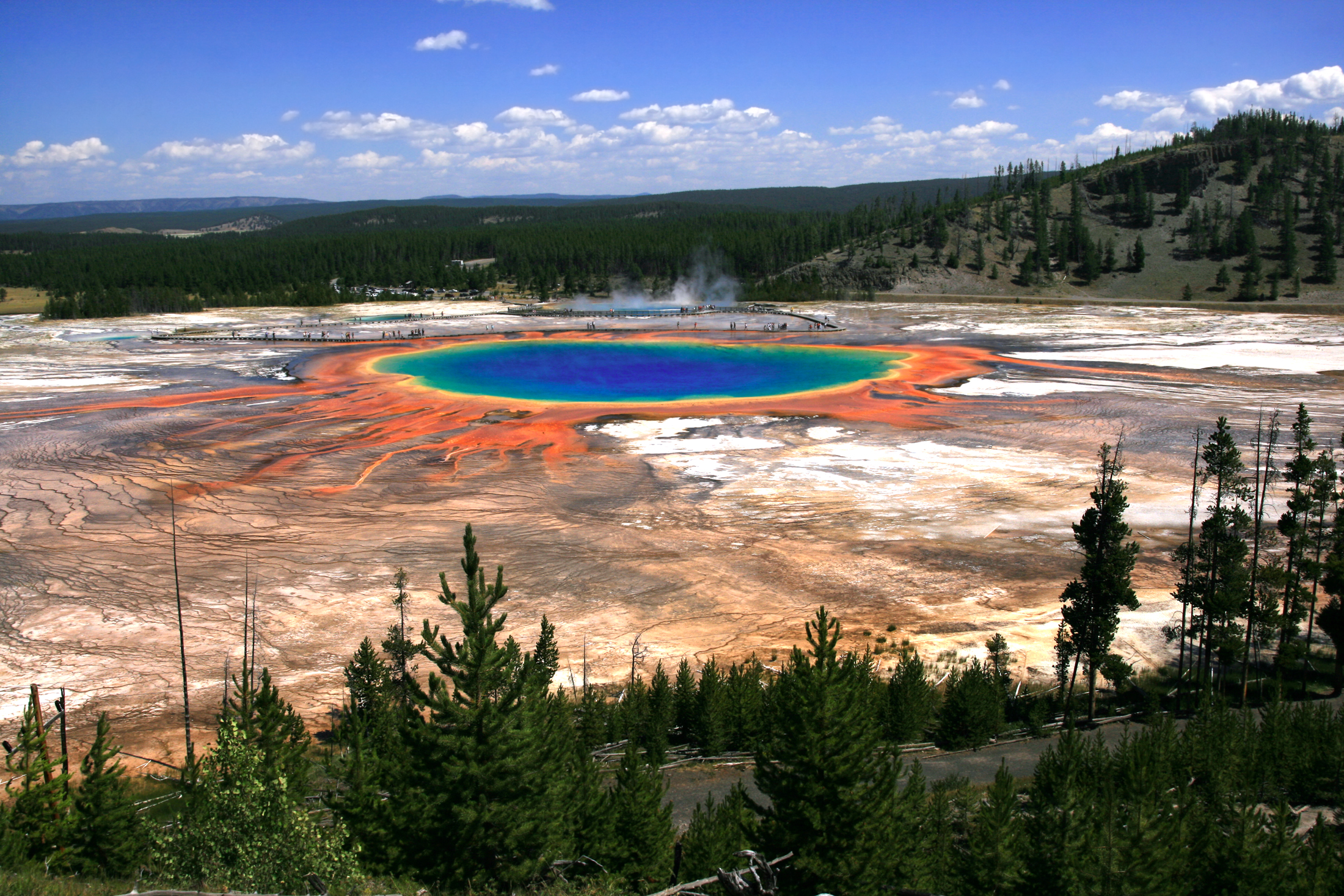
Parc national du Yellowstone, États-Unis

Cinq sites ont été inscrits sur la liste du patrimoine en péril avant d'en être retirés par la suite :
- 1992–2005 : parc national Sangay (Équateur)
- 1995–2003 : parc national de Yellowstone (États-Unis)
- 1999–2001 : parc national d'Iguaçu (Brésil)
- 2007–2010 : îles Galápagos (Équateur)
- 2009-2015[6] : parc national naturel Los Katíos (Colombie)

## Statistiques
La liste suivante recense les sites du patrimoine mondial situés en Amérique.
| Pays                            | Adhésion | PM : Total | PM : Culturel | PM : Naturel | PM : Mixte | LI : Total | LI : Culturel | LI : Naturel | LI : Mixte |
| ------------------------------- | -------- | ---------- | ------------- | ------------ | ---------- | ---------- | ------------- | ------------ | ---------- |
| Antigua-et-Barbuda              | 1983     | +01,       | +01,          | +00,         | +00,       | +00,       | +00,          | +00,         | +00,       |
| Argentine                       | 1978     | +11,       | +06,          | +05,         | +00,       | +10,       | +06,          | +02,         | +02,       |
| Bahamas                         | 2014     | +00,       | +00,          | +00,         | +00,       | +02,       | +01,          | +00,         | +01,       |
| Barbade                         | 2002     | +01,       | +01,          | +00,         | +00,       | +02,       | +01,          | +01,         | +00,       |
| Belize                          | 1990     | +01,       | +00,          | +00,         | +01,       | +00,       | +00,          | +00,         | +00,       |
| Bolivie                         | 1976     | +07,       | +06,          | +01,         | +00,       | +05,       | +02,          | +01,         | +02,       |
| Brésil                          | 1977     | +23,       | +15,          | +08,         | +00,       | +22,       | +10,          | +10,         | +02,       |
| Canada                          | 1976     | +19,       | +08,          | +10,         | +01,       | +12,       | +05,          | +02,         | +05,       |
| Chili                           | 1980     | +05,       | +05,          | +00,         | +00,       | +17,       | +15,          | +02,         | +00,       |
| Colombie                        | 1983     | +08,       | +06,          | +01,         | +01,       | +17,       | +11,          | +01,         | +05,       |
| Costa Rica                      | 1977     | +04,       | +04,          | +03,         | +00,       | +01,       | +00,          | +01,         | +00,       |
| Cuba                            | 1981     | +09,       | +07,          | +02,         | +00,       | +03,       | +01,          | +02,         | +00,       |
| Danemark                        | 1979     | +03,       | +02,          | +01,         | +00,       | +00,       | +00,          | +00,         | +00,       |
| Dominique                       | 1995     | +01,       | +00,          | +01,         | +00,       | +03,       | +01,          | +02,         | +00,       |
| Équateur                        | 1975     | +05,       | +03,          | +02,         | +00,       | +05,       | +03,          | +01,         | +01,       |
| États-Unis                      | 1973     | +23,       | +10,          | +12,         | +01,       | +20,       | +12,          | +08,         | +00,       |
| Grenade                         | 1998     | +00,       | +00,          | +00,         | +00,       | +03,       | +02,          | +01,         | +00,       |
| Guatemala                       | 1979     | +03,       | +02,          | +00,         | +01,       | +21,       | +09,          | +04,         | +08,       |
| Guyana                          | 1977     | +00,       | +00,          | +00,         | +00,       | +05,       | +04,          | +01,         | +00,       |
| Haïti                           | 1980     | +01,       | +01,          | +00,         | +00,       | +01,       | +01,          | +00,         | +00,       |
| Honduras                        | 1979     | +02,       | +01,          | +01,         | +00,       | +01,       | +00,          | +01,         | +00,       |
| Jamaïque                        | 1983     | +02,       | +01,          | +00,         | +01,       | +02,       | +02,          | +00,         | +00,       |
| Mexique                         | 1984     | +36,       | +29,          | +05,         | +02,       | +22,       | +12,          | +04,         | +06,       |
| Nicaragua                       | 1979     | +02,       | +02,          | +00,         | +00,       | +05,       | +00,          | +03,         | +02,       |
| Panama                          | 1978     | +06,       | +03,          | +03,         | +00,       | +02,       | +02,          | +00,         | +00,       |
| Paraguay                        | 1988     | +01,       | +01,          | +00,         | +00,       | +06,       | +02,          | +03,         | +01,       |
| Pays-Bas                        | 1992     | +01,       | +01,          | +00,         | +00,       | +03,       | +01,          | +01,         | +01,       |
| Pérou                           | 1982     | +13,       | +09,          | +02,         | +02,       | +07,       | +06,          | +00,         | +01,       |
| République dominicaine          | 1985     | +01,       | +01,          | +00,         | +00,       | +12,       | +11,          | +00,         | +02,       |
| Royaume-Uni                     | 1984     | +01,       | +01,          | +00,         | +00,       | +01,       | +00,          | +01,         | +00,       |
| Saint-Christophe-et-Niévès      | 1986     | +01,       | +01,          | +00,         | +00,       | +02,       | +02,          | +00,         | +00,       |
| Sainte-Lucie                    | 1991     | +01,       | +00,          | +01,         | +00,       | +00,       | +00,          | +00,         | +00,       |
| Saint-Vincent-et-les-Grenadines | 2003     | +00,       | +00,          | +00,         | +00,       | +03,       | +01,          | +00,         | +02,       |
| Salvador                        | 1991     | +01,       | +01,          | +00,         | +00,       | +06,       | +03,          | +00,         | +03,       |
| Suriname                        | 1997     | +02,       | +01,          | +01,         | +00,       | +01,       | +01,          | +00,         | +00,       |
| Trinité-et-Tobago               | 2005     | +00,       | +00,          | +00,         | +00,       | +03,       | +01,          | +01,         | +01,       |
| Uruguay                         | 1989     | +03,       | +03,          | +00,         | +00,       | +06,       | +06,          | +00,         | +00,       |
| Venezuela                       | 1990     | +03,       | +02,          | +01,         | +00,       | +03,       | +01,          | +00,         | +02,       |